# (32312) 2000 QT38
2000 QT38 (asteroide 32312) é um asteroide da cintura principal. Possui uma excentricidade de 0.09618060 e uma inclinação de 9.97905º.
Este asteroide foi descoberto no dia 24 de agosto de 2000 por LINEAR em Socorro.